# Délivrance (film, 1972)
Pour les articles homonymes, voir Délivrance.
Pour plus de détails, voir Fiche technique et Distribution.
Délivrance (Deliverance) est un film américain réalisé par John Boorman, sorti en 1972. Il s'agit d'une adaptation du roman de même nom de James Dickey, publié en 1970, qui signe lui-même le scénario.
En 2008, le film entre au National Film Registry pour conservation à la bibliothèque du Congrès aux États-Unis.

## Synopsis
Ed Gentry, Lewis Medlock, Bobby Trippe et Drew Ballinger, quatre hommes d'affaires d'Atlanta, se réunissent lors d'un week-end afin de descendre en canoë une rivière très mouvementée, baptisée Cahulawasseea. Cette rivière prend sa source dans les Appalaches en Caroline du Nord et rejoint la Géorgie : comme elle doit être recouverte par l'inondation de la région à la suite de la construction d'un barrage, les quatre citadins montent cette expédition comme un dernier hommage à cette partie de la nature qui va être défigurée par l'homme. Néanmoins, les épreuves qu'ils vont affronter ne sont pas uniquement dues à la dangerosité du milieu naturel.
Le défi lancé par ces hommes s'adresse à la nature sauvage mais aussi à leurs propres faiblesses : Lewis est un modèle d'homme fort, champion de tir à l'arc, dominateur, sûr de lui mais aussi rassurant pour les trois autres. Il voudrait que ce défi soit un jeu dont il serait le seul à maîtriser les règles. Il connaît les dangers de la nature sauvage et la respecte. Drew est un père de famille exemplaire, mélomane et sentimental. Il a emporté sa guitare et en joue dès que l'occasion se présente, notamment en improvisant un duo avec un jeune simple d'esprit rencontré au début de l'aventure. Bobby est un bon vivant, un peu balourd et naïf, craintif, qui doit supporter les remontrances et les remarques blessantes de Lewis avec qui il fait équipe dans un des deux canoës. Ed affiche un air détaché de gentleman mais derrière cette façade décontractée, il s'avérera être résistant, courageux et intrépide. Il pratique comme Lewis le tir à l'arc mais sa main tremble lorsqu'il se retrouve seul face à un daim et qu'il doit décocher sa flèche.
Au matin du premier jour, alors que, isolés des deux autres, Ed et Bobby accostent, ils sont pris à partie par deux hommes armés, des montagnards effrayants frustes et violents. Bobby est humilié et sodomisé par un des deux hommes (une scène brutale censurée en Norvège et au Brésil pendant qu'Ed est ficelé à un arbre. Arrivé sur les lieux, Lewis transperce le violeur d'une flèche en pleine poitrine et le tue tandis que son comparse prend la fuite.Après une discussion véhémente les quatre amis décident de ne pas prévenir la police afin d'éviter un procès à Lewis qui l'obligerait à faire face à un jury sans doute composé de membres de la famille du mort. Ils enterrent donc le cadavre plus loin et reprennent leur périple sur l'eau.
En pleine passe difficile, ils sont la cible d'un tireur qui les suit depuis la crête des falaises encadrant les rapides. Drew tombe à l'eau et sans son gilet, est emporté par le courant. Dans la panique, Lewis se blesse à la jambe et se réfugie sous un rocher, bientôt rejoint par Ed et Bobby. Ed décide alors de gravir la paroi rocheuse verticale et d'éliminer le tireur. Après une escalade vertigineuse, au matin, il se retrouve face à face avec l'homme au fusil qui les cherche plus bas. La main d'Ed tremble à nouveau mais cette fois, il ne rate pas sa cible. Dans l'action, Ed se blesse au flanc avec une de ses flèches. Ensuite, le corps de l'homme est descendu jusqu'à la rive et noyé pour le faire disparaître définitivement.
Embarquant Lewis blessé et incapable de bouger, Ed et Bobby reprennent courageusement leur descente et retrouvent plus en aval le corps de Drew, affreusement tordu contre un arbre mort. Ils fixent une lourde pierre à son corps et le laissent sur place, craignant une autopsie qui révèlerait des traces de balle et justifierait une enquête plus approfondie.
Enfin, des épaves d'automobiles signalent la proximité du but de leur voyage, où les attendent leurs voitures convoyées depuis l'amont par deux autochtones. Les trois amis s'entendent pour déclarer à la police que la noyade de Drew s'est passée en cet endroit et nulle part ailleurs. Arrivés à destination et tandis que Lewis est pris en charge pour être soigné, la police drague la rivière sans résultat. L'adjoint du shérif, un cousin des deux chasseurs abattus, doute de leur version des faits et devine qu'ils dissimulent la vérité. Le shérif, sans preuve formelle mais dubitatif, les laisse toutefois partir non sans essayer de les piéger une dernière fois.
Bobby et Ed conviennent de ne pas se revoir avant quelque temps. Lewis sera probablement amputé. Ce sera Ed qui devra annoncer la mort de Drew à sa veuve. Revenu auprès de son épouse et de leur fils, Ed s'efforce d'oublier l'horreur de ces deux derniers jours. L'image d'une main remontant à la surface de l'eau fait craindre le pire au spectateur. Mais c'est seulement un cauchemar qui réveille Ed et le fait hurler de terreur. Réconforté par sa femme mais hanté par les fantômes de la rivière, il a irrémédiablement perdu son insouciance et son innocence d'avant cette terrible épreuve.

## Fiche technique
Sauf indication contraire, les informations mentionnées dans cette section peuvent être confirmées par la base de données cinématographiques IMDb,  présente dans la section « Liens externes ».
- Titre original : Deliverance
- Titre français : Délivrance
- Réalisation : John Boorman
- Scénario : James Dickey, d'après son roman Délivrance, avec la participation non créditée de John Boorman aux dialogues
- Décors : Fred Harpman
- Costumes : Bucky Rous
- Photographie : Vilmos Zsigmond
- Musique : Eric Weissberg
- Producteur : John Boorman
- Montage : Tom Priestley
- Distribution des rôles : Lynn Stalmaster
- Maquillage : Michael Hancock
- Effets spéciaux : Marcel Vercoutere
- Production : John Boorman
- Sociétés de production : Warner Bros. et Elmer Enterprises
- Société de distribution : Warner Bros. (États-Unis), Warner-Columbia Film (France)
- Budget : 2 millions de USD[1]
- Pays d'origine :  États-Unis
- Langue originale : anglais
- Format : Couleur - 2,35:1 - CinemaScope
- Genre : thriller, drame, aventures, rape and revenge
- Durée : 109 min
- Dates de sortie :
  -  États-Unis : 30 juillet 1972
  -  France : 1er octobre 1972 • 20 novembre 2002 (ressortie en salles)
- Classification :
  -  États-Unis : R - Restricted
  -  France : interdit aux moins de 12 ans
- Affiche : Bill Gold (États-Unis)

## Distribution
- Jon Voight (VF : Michel Le Royer) : Ed Gentry
- Burt Reynolds (VF : Serge Sauvion) : Lewis Medlock (Louis en VF)
- Ned Beatty (VF : Albert Augier) : Bobby Trippe
- Ronny Cox (VF : Francis Lax) : Drew Ballinger (André en VF)
- Ed Ramey (VF : Henri Virlogeux) : le vieux pompiste au début du film
- Billy Redden : Lonny, l'adolescent au banjo
- Seamon Glass (en) (VF : Claude Joseph) : l'un des frères Griner
- Randall Deal : l'autre frère Griner
- Bill McKinney (VF : Gérard Hernandez) : le premier chasseur dans la montagne
- Herbert 'Cowboy' Coward (en) : le second chasseur dans la montagne (sans dents)
- James Dickey (VF : Claude Bertrand) : le shérif Bullard
- Macon McCalman (VF : Jacques Deschamps) : Queen, l'adjoint du shérif, cousin des chasseurs
- Pete Ware (VF : Georges Aubert) : le chauffeur de taxi
- Lewis Crone : le shérif à l'hôpital
- Charley Boorman (crédité « Charlie ») : le fils d'Ed
- Belinda Beatty (créditée « Belinha ») : l'épouse d'Ed

## Production

### Genèse et développement
Le scénario est inspiré du roman de même nom de James Dickey, publié en 1970. L'auteur est engagé pour écrire lui-même le scénario. Sam Peckinpah avait été un temps intéressé pour le réaliser, mais les droits sont acquis par John Boorman avant lui.

### Attribution des rôles
Pour tenir les deux rôles principaux, John Boorman souhaitait engager Marlon Brando et Lee Marvin. Ce dernier, avec qui le réalisateur a déjà tourné deux films, le persuade cependant que lui et Marlon Brando sont trop âgés pour jouer les scènes prévues. Il lui suggère de prendre deux acteurs plus jeunes. Jack Nicholson avait donné son accord pour incarner Ed mais son salaire était trop élevé. Le rôle est proposé à Gene Hackman et refusé par Donald Sutherland, qui trouve le script trop violent. Le rôle de Lewis est proposé à Henry Fonda, Charlton Heston ou encore James Stewart.
Ned Beatty, dont c'était le premier film, était le seul des quatre acteurs à avoir déjà pagayé avant le début du tournage.
À la fin du film, le romancier et scénariste James Dickey — dont le livre a servi de trame au film de John Boorman — interprète le shérif Bullard chargé de l'enquête sur les disparitions de Drew Ballinger et de deux hommes des montagnes (de la famille de Queen, l'adjoint du shérif).
Dans les dernières scènes, Charley Boorman, fils du metteur en scène, incarne le fils d'Ed Gentry, le personnage interprété par Jon Voight. Le rôle de l'épouse d'Ed Gentry est tenu par Belinda Beatty, alors mariée à l'acteur Ned Beatty (l'interprète de Bobby Trippe).
En raison du manque de budget et pour plus de réalisme, des habitants sont engagés.

### Tournage
Le tournage a lieu en Géorgie (rivière Chattooga dans les Appalaches, lac Tallulah Falls, Tallulah Gorge, Rabun Gap, Clayton), en Caroline du Nord (Sylva) et en Caroline du Sud (lac Jocassee, Beaufort).
Dueling Banjos a été la première scène tournée. Les autres scènes ont pratiquement toutes été tournées dans l'ordre chronologique du scénario.
En raison du budget limité, les acteurs n'ont pas de doublures pour les cascades. Les scènes dans les rapides n'ont pas été doublées. Jon Voight a ainsi escaladé lui-même la falaise dans la scène où il tente de neutraliser le tireur. Burt Reynolds s'est cassé le coccyx au chavirage du canoë.

## Accueil

### Critique
Délivrance est globalement très bien accueilli par les critiques et classé parmi les meilleurs films de 1972,,,. Sur l'agrégateur américain Rotten Tomatoes, le film obtient 90 % d'avis favorables pour 61 critiques et une note moyenne de 8,48⁄10.
Gene Siskel du Chicago Tribune lui donne sa note maximale de 4⁄4. Charles Champlin du Los Angeles Times souligne la beauté visuelle du film et les performances des acteurs principaux.
Roger Ebert du Chicago Sun-Times écrit quant à lui une critique négative du film, tout comme Arthur D. Murphy de Variety. Vincent Canby de The New York Times est déçu du film.
En 2001, le film figure à la 15e place du AFI's 100 Years...100 Thrills, un classement de l'American Film Institute des 100 meilleurs thrillers du cinéma américain.

### Box-office
Le film est un succès au box-office et l'un des plus lucratifs des films sortis en 1972. Aux États-Unis, il enregistre 46 millions de dollars de recettes. Il réalise également des recettes sur l'année suivante, pour un budget de deux millions de dollars. En France, il attire 1 466 025 spectateurs dans les salles. Le film ressort dans quelques salles françaises en novembre 2002 et rapporte 4 534 $.

## Distinctions

### Récompenses
- National Board of Review: Top Ten Films 1972
- Festival du film des Îles Féroé 1972 : Grand prix du jury[réf. nécessaire]
- Grammy Awards 1974 : meilleure performance instrumentale de country pour Dueling Banjos
- National Film Registry 2008

### Nominations
- Oscars 1973 : meilleur film, meilleur réalisateur et meilleur montage
- Golden Globes 1973 : meilleur film dramatique, meilleur acteur dans un film dramatique pour Jon Voight, meilleure chanson originale pour Dueling Banjos, meilleur réalisateur et meilleur scénario
- BAFA Awards 1973 : meilleur montage, meilleur son et meilleure photographie
- Directors Guild of America Awards 1973 : meilleure réalisation pour un film
- Writers Guild of America

## Autour du film